# Aedes subniveus
Aedes subniveus är en tvåvingeart som beskrevs av Edwards 1922. Aedes subniveus ingår i släktet Aedes och familjen stickmyggor. Inga underarter finns listade i Catalogue of Life.